# Mendilibarri
Mendilibarri es uno de los dos concejos del municipio español de Ancín, en la provincia de Navarra. Su gentilicio es muzaranos. En el Antiguo Régimen, formó parte de la Valdega (Valle del Ega) En 2005 tenía una población de 26 habitantes.
Tiene una iglesia dedicada a San Andrés, del siglo XIII con añadidos del siglo XVI.
Mendilibarri está al pie de la Sierra de Lóquiz.; y es cogozante de la facería de Santiago de Lóiquiz.

## Topónimo
El nombre de la localidad significa en lengua vasca «pueblo nuevo del monte» (de mendi «monte», iri «pueblo» y berri «nuevo»). 
Variantes en documentos antiguos: Mendiberri (1591, NEN); Mendiliuerri (1366, NEN); Mendiriberri (1532, NEN); Mendiriuerri (1218, 1350, NEN); Mendirivarri (1268, NEN); Mendiriverri (1280, NEN).